# BAT99-98
BAT99-98은 대마젤란 은하 내에 있는 항성이다. 황새치자리 30 성운 내의 R136 성단 근처에 있다. 이 별은 그 질량이 태양의 약 226배에 밝기는 500만 배로 발견된 항성 중 가장 뜨겁고 밝은 반열에 올라갔었다.

## 관측
1978년 J. 멜닉은 황새치자리 30 영역을 관측하여 6개의 울프-레이에별을 발견했다. 그가 관측한 12개 천체 중 BAT99-98은 일곱 번째 관측 대상이었으며, 성표에는 Cl* NGC 2070 MEL J로 기록되었다. 멜닉이 관측한 항성들은 황새치자리 30 성운 중심부에서 2초각 이내에 있는 겉보기 등급 14 이상의 천체들이었다. BAT99-98의 겉보기 등급은 12에 분광형은 WN5였다.

## 특징
이 별은 성단 R136 근처에 있으며, 질량-광도 수치는 R136에 있는 무겁고 밝은 별들과 비슷하다. 이 별이 처음 태어났을 때에는 질량이 태양의 250배 정도였으나 이후 항성풍의 형태로 태양질량 20배 정도를 잃어버린 것으로 추정된다. BAT99-98이 뿜는 항성풍의 속도는 초당 약 1,600 킬로미터나 된다. 별의 표면 온도는 4만 5천 켈빈에 모든 파장 영역에서 뿜는 에너지의 총량은 태양의 500만 배 정도이나, 가시광선 영역에서의 밝기는 태양의 14만 1천 배에 불과하다. 항성진화로는 질소를 태우는 단계에 있다.

## 최후
BAT99-98의 최후는 이 별이 질량을 얼마나 잃느냐에 달려 있다. 이 별처럼 질량이 극도로 큰 별은 질량을 크게 잃지 않아 파국적 종말을 피할 수 없을 것으로 보이는데 초신성, 극초신성, 감마선 폭발 또는 눈에 보이지 않는 폭발 과정을 거친 후 블랙홀이나 중성자별을 남길 것이다. 최후가 정확히 어떤 형태로 정해지느냐는 항성이 질량을 잃는 속도와 양에 달려 있다. 현재 구축된 모형은 예측의 정확도에 있어 완벽하지는 않으나, BAT99-88와 같이 아주 무거운 항성들은 Ib, Ic형 초신성(감마선 폭발이 동반될 수도 있음)으로 최후를 맞은 뒤 블랙홀을 남기리라 추측하고 있다.다만 Ic형 초신성의 경우로 폭발할 경우 잔해 자체(중성자별이나 블랙홀)가 없다.

## 같이 보기
- 질량이 큰 항성 목록
- 광도 순 항성 목록